# 24158 Kokubo
24158 Kokubo este un asteroid din centura principală de asteroizi.

## Descriere
24158 Kokubo este un asteroid din centura principală de asteroizi. A fost descoperit pe 1 noiembrie 1999 la Stația Anderson Mesa în cadrul programului LONEOS. Asteroidul prezintă o orbită caracterizată de o semiaxă mare de 2,31 ua, o excentricitate de 0,09 și o înclinație de 5,1° în raport cu ecliptica.